# Nekromantix
Nekromantix és un grup de psychobilly fundat el 1989 a Copenhaguen però establert a Califòrnia.

## Història
La història del Nekromantix va començar just quan Kim Nekroman va abandonar la Marina Reial Danesa, havent-hi passat vuit anys de la seva vida en un submarí com a operador de ràdio. Sis mesos després de la formació del grup, una actuació a Hamburg els va valer un contracte amb Tombstone Records per a gravar el que seria el seu primer àlbum d'estudi, Hellbound, publicat el 1989. Nekromantix va publicar cinc àlbums en diversos segells discogràfics europeus durant la seva primera dècada fins que principis de la dècada del 2000 va signar amb Hellcat Records de Los Angeles.
La icona principal del grup és el coffin bass, un contrabaix fet amb el cos en forma de taüt i el cap amb la figura d'una creu, construït pel fundador i cantant del grup Kim Nekroman. Les seves lletres tracten generalment sobre temes de monstres i el cinema de terror, i la formació actual està formada també pel guitarrista Francisco Mesa i el bateria Rene «Dlamuerte» Garcia, conegut com a guitarrista i cantant del grup canadenc The Brains.

## Discografia

### Àlbums d'estudi
- Hellbound (1989)
- Curse of the coffin (1991)
- Brought back to life (1394)
- Demons are a girls best friend (1996)
- Return of the loving dead (2002)
- Dead girls don't cry (2004)
- Brought Back Again (2005)
- Life is a Grave & I Dig It! (2007)
- What happens in hell stays in hell (2011)
- A Symphony of Wolf Tones & Ghost Notes (2016)

### Àlbums en directe
- Undead 'n' live (2000)
- 3 Decades Of Darkle (2019)[7]